# Antonio Piola
Antonio Piola (Alessandria, 31 dicembre 1794 – Torino, 13 novembre 1868) è stato un economista italiano.
Il conte Antonio Piola, figlio dell'avvocato fiscale (procuratore del re) Michel Angelo e di Teresa Alasia (figlia del capitano Felice), sposò il 28 settembre 1815 la giovanissima damigella Luigia Caselli (figlia di Giuseppe Domenico e di Lucrezia Pellati), pronipote del cardinale Carlo Francesco, e da queste nozze, essendo nati sei figli e quattro figlie, ha avuto origine la famiglia Piola Caselli.

## Consigliere di Sua Maestà
Antonio Piola, divenuto avvocato, fu prescelto a far parte della deputazione inviata dalla città di Alessandria ad ossequiare il nuovo sovrano Carlo Felice, in seguito alla repentina abdicazione di Vittorio Emanuele I, che poi, con patenti del 3 febbraio 1826 lo insignirà del titolo comitale, in riconoscenza pei ragguardevoli impieghi sì civili, che militari da vari individui (della famiglia) lodevolmente coperti ed il 12 febbraio 1828 lo ha abilitato ad esser ammesso nel corpo decurionale alessandrino.
Importante è la normativa data da Antonio Piola con i 280 artt. degli Statuti della Società Reale d’Assicurazione Generale e Mutua contro la grandine negli stati di terraferma di S.M., nel cui preambolo Carlo Felice lo menziona espressamente per ben due volte anche se, malgrado il sovrano patrocinio, si accendeva una viva disputa tra il Piola ed il Le Maire ma, poiché veniva data la preferenza per il progetto del primo, il 20 aprile il re firmava senz'altro le patenti autorizzanti la Società generale e reciproca contro i danni della gragnuola, tuttavia le polemiche sarebbero durate ancora a lungo.
Antonio Piola cura la pubblicazione dell’Annuario statistico amministrativo della divisione di Alessandria per l'anno 1829 e sicuramente anche per il 1830, quindi il Manuale teorico-pratico per il sindaco di comunità, in 3 voll. (1830). Nel 1829 figura come membro effettivo dell'Opera di beneficenza per le minestre ai detenuti della città. Pubblica altresì la Statistica della provincia di Alessandria, divisa in otto quadri sinottici corredati di note, con il progetto del canale che si intitolerà a Carlo Alberto. Il 19 aprile 1830 il re lo nomina Sottintendente Generale della Divisione di Alessandria (una specie di sottoprefetto).

## Consigliere di Stato a Torino
Il nuovo monarca, Carlo Alberto, lo chiama a Torino nel ricostituendo Consiglio di Stato, dove il 7 novembre presta solenne giuramento come sottosegretario, segretario della sezione finanze. Il re ha lasciato, nel proprio diario, una lusinghiera lode in onore di Antonio Piola, tanto più valida in quanto fa parte di riflessioni strettamente personali e, quindi, non di opportunità.
Nel 1836 Antonio Piola amplia i propri possedimenti, acquistando dal marchese Castiglione Stampa altre terre intorno al Castello di Montecastello, abitato da tempo immemorabile dai Piola, per il quale deve però pagare l'annuo canone in natura, consistente in una scatola di tartufi.
Nell'ambito del Consiglio di Stato il re lo incarica di scrivere il libro Considerazioni sulle terre incolte del Piemonte, con indicazione dei mezzi e dei metodi di dissodamento applicabili anche alle altre terre incolte d'Italia nell'interesse del pauperismo (1836), che godrà di una seconda edizione (1841), verrà lodato da Carlo Cattaneo e ripreso in antologia da Luigi Einaudi.
Notiamo come lo sguardo suo e del re si rivolga all'Italia ma, in un crescendo, siano pronti a rivolgerlo all'Europa, venendo incaricato a scrivere, nel 1837, Delle strade ferrate e della loro futura influenza in Europa (1838), lodato da Severino Battaglione, in cui precorre gli scritti di Carlo Ilarione Petitti di Roreto e di Camillo Benso, conte di Cavour. Nell'ambito della R. Accademia di Agricoltura di Torino, tramite l'Associazione Agraria Subalpina, Antonio Piola pubblica Sur les assurances contre la grêle. L'Associazione agraria ha avuto in questi anni anche dei grandi meriti risorgimentali, con grande festa alla Pastrona (della famiglia del genero di suo figlio Angelo), cui ha partecipato anche il principe ereditario, ed il 15 dicembre 1848 Carlo Alberto lo fa inserire, quale suo consigliere, nella Commissione per ordinamenti relativi ad Agricoltura e Commercio.

## Intendente Generale a Genova
Il 25 aprile 1849 Vittorio Emanuele II lo nomina intendente generale di Cuneo e poi il 21 agosto di Genova, con poteri da governatore (con patenti controfirmate da Pier Dionigi Pinelli). Nel mettersi in viaggio, Antonio Piola si fa precedere da una lettera indirizzata al commissario straordinario Carlo Emanuele La Marmora, dato il periodo estremamente critico che sta attraversando la città. Abbiamo quasi subito il Discorso pronunziato dal Signor Conte D. Antonio Piola, intendente generale presidente all'adunanza della Camera di Commercio, il 2 ottobre 1849, ma altrettanto memorabili sono quelli successivi, Discorso pronunciato dal conte A. P. intend. gen. al Consiglio Divisionale di Genova all'occasione dell'apertura della sessione 1851 e poi quello dell'anno successivo, Discorso … 1852, condensato anche nella “Gazzetta di Genova” n. 266.
In questo triennio genovese tiene d'occhio il problema del collegamento ferroviario, delineando l'importanza che avrebbe avuto per l'Europa l'apertura del canale di Suez,  promuove la Compagnia Transatlantica e fonda, a Palazzo Ducale, quale rappresentante del governo, l'Ansaldo. Assume un atteggiamento prudenziale e rigorosamente a norma delle leggi vigenti in una viva disputa con la Cassa di Risparmio di Genova. Questo periodo è caratterizzato da un notevole sviluppo dei traffici, l'abilità e l'esperienza dei genovesi trovando in lui un ‘regista’ adeguato: non solo assecondando la ricostituzione di notevoli capitali, che portano ad una vera e propria euforia le azioni della Banca Nazionale, uno dei titoli maggiormente sensibili, ma provvedendo anche alle infrastrutture, indispensabili per lo sviluppo dell'economia, ragion per cui promuove e presiede un Congresso, tanto che nel discorso del 1852 può far riferimento a ben 11 strade (13 con i raccordi), come desumiamo anche dal Processo verbale delle deliberazioni dei consiglieri delegati dei comuni delle valli del Bisagno, dell'alta Scrivia e della Trebbia nel Congresso tenuto in Genova il 25 giugno 1852, a cui partecipa il cav. Emanuele Ageno, l'ing. Giovanni Ansaldo ed il rappresentante di Bobbio (Ducato di Parma e Piacenza) Sante Palazzi.

## Il rientro a Torino
Tornato a fine anno a risiedere a Torino, in occasione della campagna di Crimea, cui partecipano due suoi figli, scrive Considerazioni sulla questione d'oriente e sulle probabili sue conseguenze, un'acuta analisi della situazione internazionale delineatasi. Quindi, nell'ambito della politica di cooperazione del Regno di Sardegna con la Francia, fonda il teatro Scribe, dove oltre all'intenso programma di prosa si aggiungono delle rappresentazioni operistiche di riscossa morale, come I Lombardi alla prima crociata di Verdi nel 1860. Tre dei suoi figli partecipano attivamente alle guerre risorgimentali, Angelo vien gravemente ferito a Montebello della Battaglia, Carlo controfirma per accettazione la resa di Gaeta, Giuseppe Alessandro dà l'assalto al vascello Monarca, per cui vengono decorati dell'Ordine Militare di Savoia.
Antonio Piola diviene quindi presidente della Reale Mutua (1860-68), che era sorta nel ramo incendi in parallelo alla sua contro la grandine, mettendo a frutto le proprie esperienze quasi pionieristiche nel settore delle assicurazioni.